# José Manuel Hidalgo y Esnaurrízar
José Manuel Hidalgo y Esnaurrízar (Ciudad de México; 1826 - París; 27 de diciembre de 1896) fue un monarquista que fungió como funcionario diplomático y embajador.

## Biografía
Su madre fue María de las Mercedes Esnaurrízar Ávila (1802 en México) y su padre un hacendado español. Contrajo matrimonio con Eugenia de Hidalgo de Biarritz.
Durante la Intervención estadounidense en México, conoció a Manuel Eduardo de Gorostiza después de la Batalla de Churubusco en el año de 1847, pues ambos fueron encarcelados. Manuel Eduardo de Gorostiza lo envió a Londres como Secretario. José Manuel Hidalgo posteriormente viajó a Roma en donde fue recibido en audiencia por el Papa Pío IX. En 1854 fue enviado por el gobierno mexicano como Primer Secretario de la Embajada en Washington. Más tarde fue enviado a Madrid en la misma función. En Madrid se encontraba en la casa de María Manuela Kirkpatrick, cuando recibió a la viuda de Montijo, madre de Eugenia de Montijo. El aprovechó esta situación para hacer campaña con Juan Nepomuceno Almonte para la instauración de una monarquía en México. José Manuel Hidalgo perteneció a la Comisión que ofreció a Maximiliano I la corona de México en el Castillo de Miramar. Delegación formada por:
1. José María Gutiérrez de Estrada.
2. José Manuel Hidalgo y Esnaurrízar.
3. Francisco Javier Miranda (Padre Miranda de Puebla).
4. Ingeniero Joaquín Velázquez de León (de abril de 1853 a August 1855 Ministro de Fomento, Colonización, Industria y Comercio.
5. General Adrián Woll.
6. Tomás Murphy y Alegría (*1810 in Veracruz).
7. Antonio Escandón Titular de la compañía del Ferrocarril de Veracruz á México † Mai 1877
8. Antonio Suárez de Peredo Hurtado de Mendoza y Paredes, Décimo Conde Chambelán a Conde del Valle de Orizaba.[2]
9. José Landa.
10. Ignacio Aguilar y Marocho).
11. Dr. Ángel Iglesias Domínguez (1829–1870).[3]

Maximiliano nombró a José Hidalgo como su embajador en la corte de Napoleón III.
Desde el 4 de mayo de 1865 y hasta su muerte, el abogado Jesús Terán Peredo (* 14 de enero de 1821 en Aguascalientes; † 25 de abril de 1866 en París) fue nombrado secretario de Benito Juárez en Europa.
Hidalgo fue revocado de su cargo de embajador y cuando regresó a México rompió con Maximiliano, presentó su renuncia irrevocable como diplomático y se mudó a vivir a Francia.

## Publicaciones
- Apuntes para escribir la historia de los proyectos de monarquía en México[6]
- Víctimas del chic. París: Librería de Garnier Hermanos, 1892.